# Arantxa Echevarría

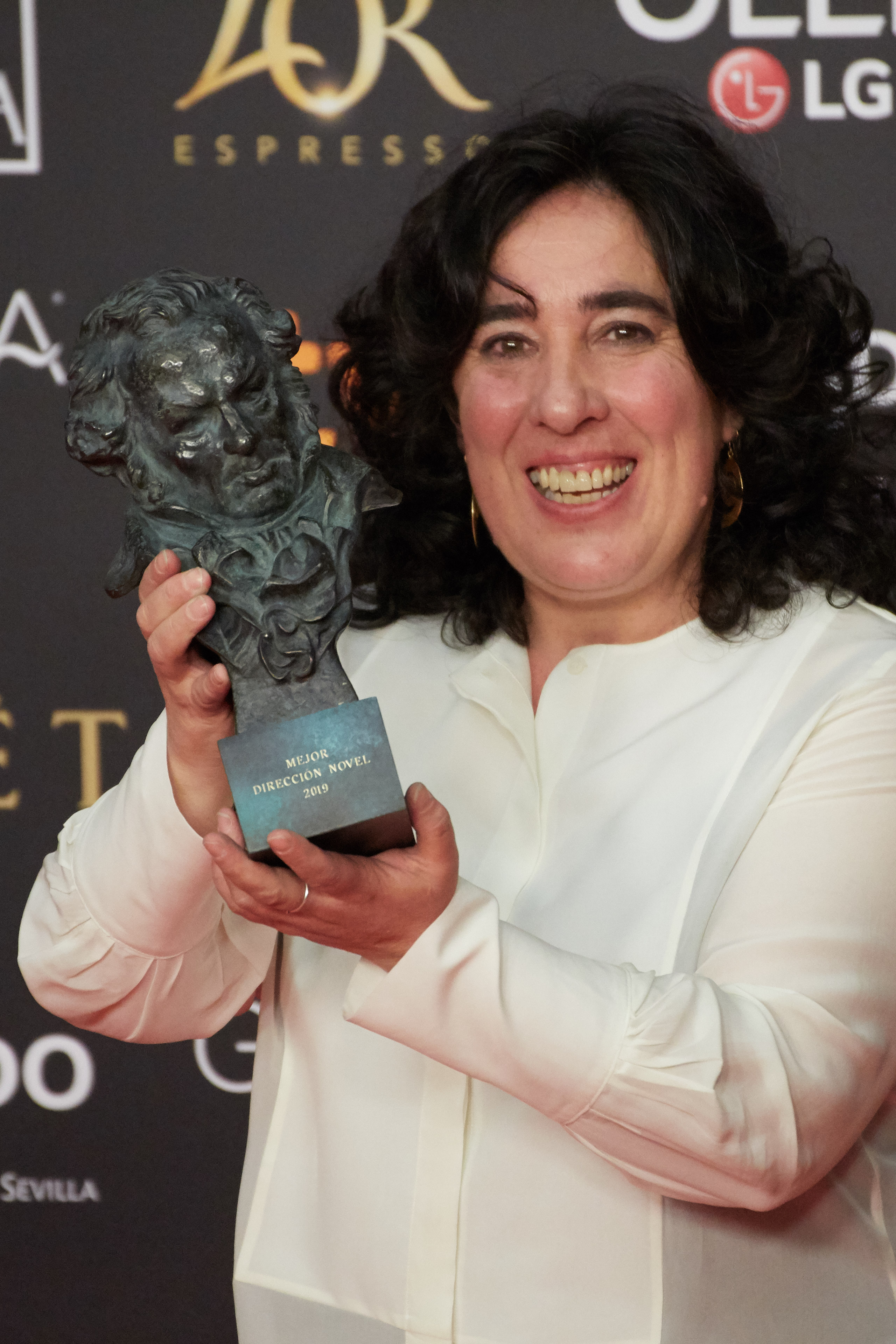
Goya-Filmpreis 2019

Arantxa Echevarría Carcedo (* 1968 in Bilbao) ist eine spanische Film- und Fernsehregisseurin, Drehbuchautorin und Produzentin. Ihr Erstlingswerk Carmen & Lola wurde 2018 in Cannes bei den Quinzaines de réalisateurs aufgeführt, gewann 2019 den Goya-Preis für das beste Regiedebüt und lief erfolgreich auf verschiedenen Festivals.

## Berufliche Laufbahn
Arantxa Echevarría studierte audiovisuelle Kommunikation an der Universidad Complutense de Madrid. Sie realisierte audiovisuelle Produktionen an dieser Universität und vollendete ihre professionelle Ausbildung mit Filmproduktionen am Sydney Community College in Australien. Ab 1991 schlug sie eine Laufbahn in der audiovisuellen Industrie ein mit Arbeiten in der Werbung und im Film. Ihre erste Regiearbeit war der Kurzfilm Panchito, eine Tragikomödie mit Laiendarstellerinnen und -Darstellern, die mit dem Premio Telemadrid ausgezeichnet wurde und 2011 für den Goya-Filmpreis nominiert wurde. Aufsehen erregte sie im selben Jahr mit einer Arbeit für das Programm Documentos TV beim Sender TVE: Die Dokumentation Cuestión de pelotas behandelt die Situation spanischer Spitzen-Fußballerinnen, denen der nationale Fußballverband selbst in der höchsten Spielklasse, der Superliga der Frauen, die Bezahlung verwehrt.

2014 wurde ihr Kurzfilm De noche y de pronto mit Javier Godino und Alicia Rubio in den Hauptrollen für den Goya-Filmpreis nominiert. Auf dem  Etheria Film Night Festival in Los Angeles erhielt er den Preis für den besten Kurzfilm. Ein Jahr später, 2015, schrieb Arantxa Echevarría gemeinsam mit dem Regisseur Martín Costa das Drehbuch für den Spielfilm El resto de mi vida. Sie führte Regie bei dem Kurzfilm Yo, Presidenta, der auf dem Filmfestival in Medina del Campo uraufgeführt wurde und dort den Projektwettbewerb gewann. 2017 war der Film für den Goya-Filmpreis nominiert. Die spanische Schauspielerin Chus Lampreave trat darin zum letzten Mal vor ihrem Tod auf. In diesem Kurzfilm hatte auch der Wissenschaftsjournalist Eduard Punset einen Gastauftritt als er selbst. Auch 2016 hatte sie auf dem Festival in Medina einen erfolgreichen Auftritt mit El último bus.

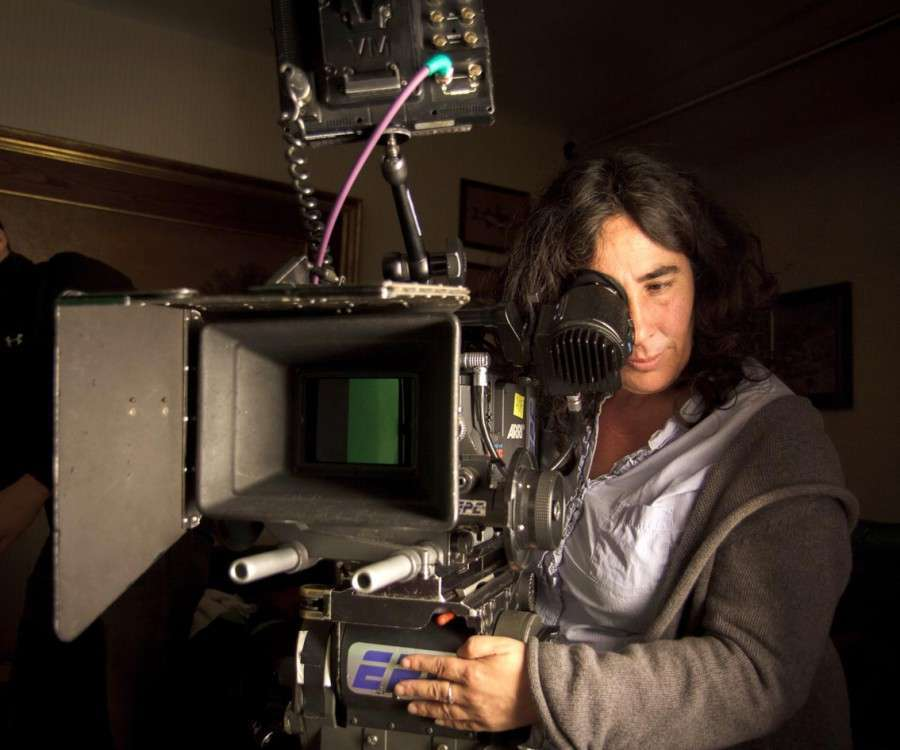
Arantxa Echevarría

2017 führte Arantxa Echevarría bei ihrem ersten Langfilm Carmen y Lola Regie. 2018 dieser Film für die Quinzaines de réalisateurs bei den Filmfestspielen von Cannes ausgewählt. Im selben Jahr gewann er den Premio Dunia Ayaso beim Festival von Valladolid und drei Preise beim Festival Toulouse Cinespaña. 2019 wurde er für acht Goya-Preise in acht Kategorien nominiert: Film, Originaldrehbuch (Arantxa Echevarria), beste Regie-Newcomerin (Arantxa Echevarria), beste neue Schauspielerin (Rosy Rodríguez und Zaira Romero), bester neuer Schauspieler (Moreno Borja), beste Nebendarstellerin (Carolina Yuste) und bester Originalsong (Me vas a extrañar von Paco de la Rosa). In der Kategorie beste Regie-Newcomerin gewann sie den Preis. Beim Premio Julio Alejandro der Sociedad General de Autores y Editores war der Film unter den Finalisten.
Im Dezember 2021 erschien ihr zweiter Spielfilm in den spanischen Kinos. Die Komödie La familia perfecta setzt sich mit den Klassenunterschieden und den daraus resultierenden Vorurteilen und Konflikten auseinander. Er handelt von einer Arbeiterfamilie und einer Familie der Oberklasse, die sich zur Hochzeit zwischen ihren Kindern zusammenfinden.

## Filmografie
- 2010 – Panchito. Kurzfilm.[7]
- 2010 – Cuestión de pelotas. TV-Dokumentarfilm.[6]
- 2012 – Don Enrique de Guzmán.[24]
- 2013 – De noche y de pronto. Kurzfilm.[25]
- 2015 – El solista de la orquesta. Dokumentarfilm.[26]
- 2015 – Yo, Presidenta. Kurzfilm.[14]
- 2016 – El último bus. Kurzfilm.[14]
- 2018 – Carmen y Lola. Spielfilm.[4]
- 2020 – El Cid. Serie, Amazon Prime.[27]
- 2021 – La familia perfecta. Spielfilm.[22]